# Serbia Bianca

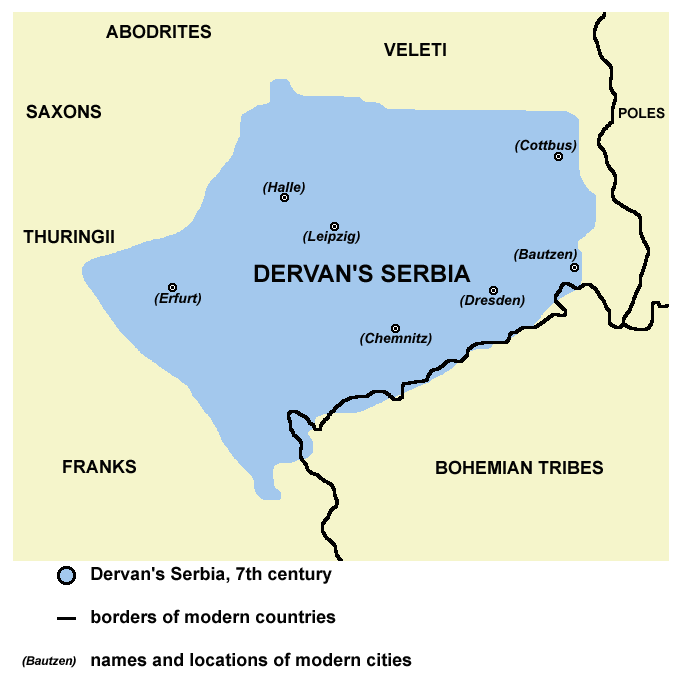

La Serbia Bianca, conosciuta anche come "Bojka" (in serbo: Бојка), Sorbia o Sorabia, è l'area compresa fra i bacini dell'Elba e della Saale, oggi corrispondente alla parte occidentale della regione storica della Lusazia, situata fra Germania orientale, Polonia e Boemia.

## Localizzazione

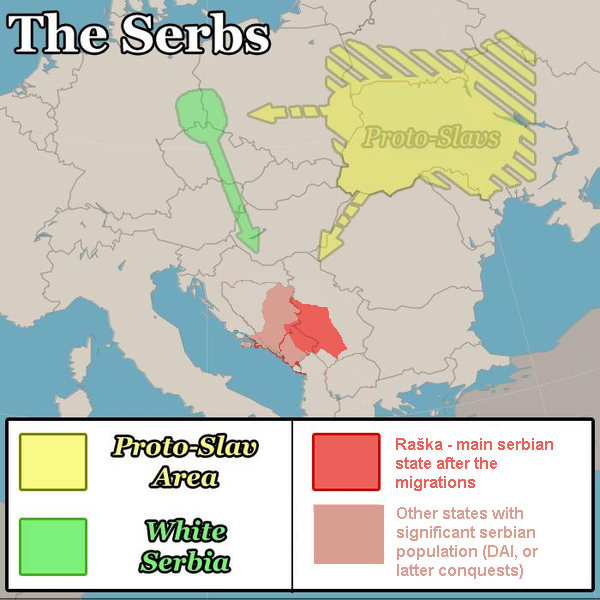
Migrazione dei popoli Serbi. In verde la Sorabia o Serbia Bianca.

Quest'area identifica l'ipotetica zona abitata nell'Alto Medioevo dai Serbi, una popolazione Slava Occidentale non cristianizzata giunta qui verso il V secolo dalla Slesia e dalla Boemia, forse frutto della commistione fra Milceni o Sorbi Superiori e Lusaziani o Sorbi Inferiori. Un'altra teoria è che questi proto-Serbi siano di origine sarmatica e che, giungendo dal Caucaso, si siano solo successivamente fusi con gli Slavi incontrati in quest'area.
La prima menzione di un governatore dei Serbi insediatisi in Serbia Bianca è riportata nella Cronaca di Fredegario e indica Dervan (Drvan), defininendolo "dux gente Surbiorum que ex genere Sclavinorum", letteralmente "duca delle genti sorbe che sono del genere degli Sclaveni". Quest'ultimo si pose sotto la guida di Samo, con la sconfitta di Dagoberto I nella Battaglia di Wogastisburg, aderendo alla neoanata confederazione slava, il Regno di Samo.

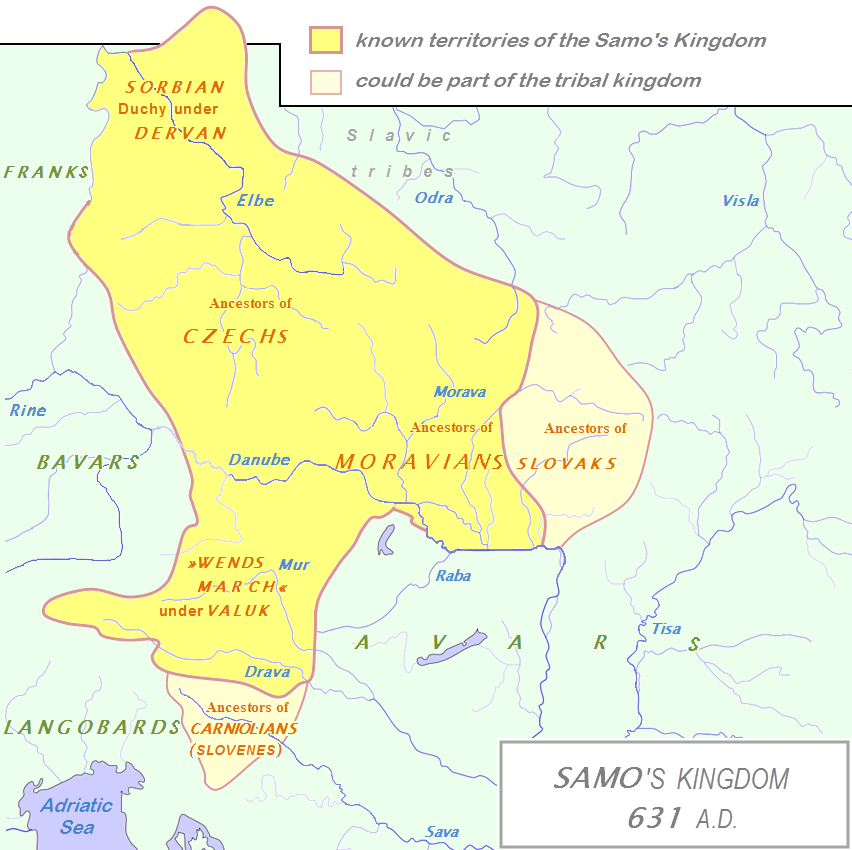
Il ducato della Serbia Bianca all'estremo nord del Regno di Samo nel 631.

Il De administrando imperio, redatto nel X secolo, riporta che il capo di una popolazione proveniente dalla Serbia bianca, dal nome ignoto e convenzionalmente chiamato arconte sconosciuto (αρχων Σερβλίας), dopo aver aiutato l'imperatore Eraclio I a respingere l'invasione degli Avari attorno al 629, ottenne l'autorizzazione formale a insediarsi nella Tessaglia, per poi migrare più a nord.
Secondo alcuni studiosi (es. Tibor Živković) la migrazione a sud del Danubio potrebbe essere avvenuta tra 629 e il 632, prima che Dervan (secondo il De administrando imperio fratello dell'arconte sconosciuto) si unisse a Samo.
Ad est della Serbia Bianca si trovava, nei pressi dell'odierna Galizia, nei dintorni di Cracovia ed in parte della Slesia, la regione conosciuta come Croazia Bianca, o Crobazia, abitata a sua volta dai Croati bianchi, che in larga parte immigrarono nei Balcani con i Serbi Bianchi.
Oggi l'area della Serbia Bianca è individuata nella Sorbia o Sorabia (in sorbo o sorabo: Serbja) ed è tuttora abitata dai Sorbi o Sorabi (detti anche Serbi di Lusazia, Sorbi Lusaziani, Serbi di Luzice), probabilmente i discendenti di quei Serbi Bianchi che non lasciarono l'area nel VII secolo.